# NGC 1365
NGC 1365 (również PGC 13179) – galaktyka spiralna z poprzeczką (SBb), znajdująca się w gwiazdozbiorze Pieca w odległości około 60 milionów lat świetlnych. Została odkryta 2 września 1826 roku przez Jamesa Dunlopa. Galaktyka ta ma 200 tys. lat świetlnych średnicy. Jest zaliczana do galaktyk Seyferta typu 1.8.

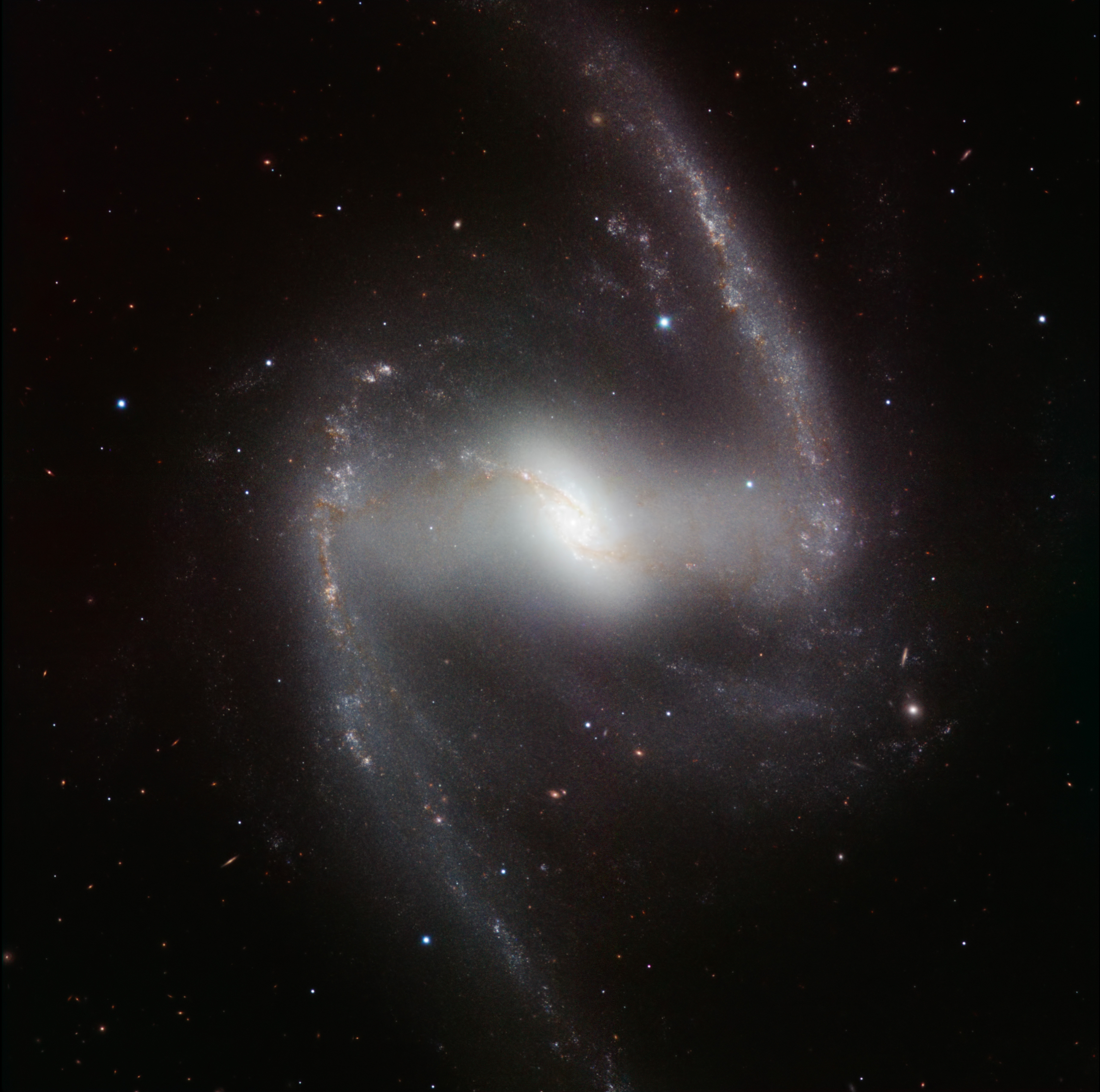
Centralna część galaktyki (ESO)

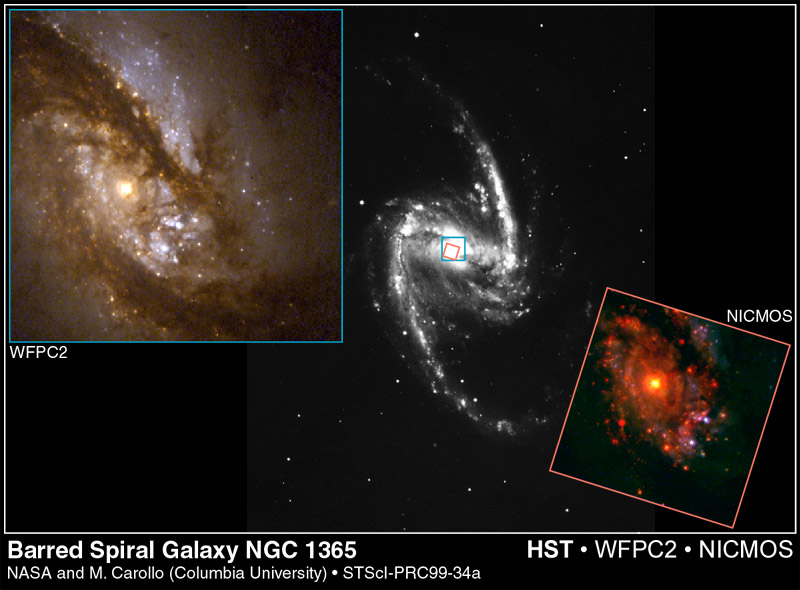
Zbliżenie jądra NGC 1365 (HST)

Galaktyka NGC 1365 należy do gromady w Piecu.
W NGC 1365 zaobserwowano cztery supernowe: SN 1957C, SN 1983V, SN 2001du i SN 2012fr.